# Leptopyrgota undulata
Leptopyrgota undulata är en tvåvingeart som beskrevs av Becker 1919. Leptopyrgota undulata ingår i släktet Leptopyrgota och familjen Pyrgotidae.
Artens utbredningsområde är Ecuador. Inga underarter finns listade i Catalogue of Life.